# San Telmo (Buenos Aires)
 (juin 2015).
Si vous disposez d'ouvrages ou d'articles de référence ou si vous connaissez des sites web de qualité traitant du thème abordé ici, merci de compléter l'article en donnant les références utiles à sa vérifiabilité et en les liant à la section « Notes et références ».
Pour les articles homonymes, voir San Telmo et Saint-Elme.
San Telmo (San Pedro González Telmo - Saint Elme en français) est un des quartiers les plus anciens de la ville de Buenos Aires en Argentine.
Le quartier est limité par les rues calle Chile, calle Piedras, l' avenida Caseros, calle Defensa, avenida Martín García, avenida Paseo Colón, avenida Brasil et avenida Ingeniero Huergo.
San Telmo est une des zones les mieux conservées dans la ville en perpétuel changement qu'est Buenos Aires, et se caractérise par ses bâtisses coloniales et ses rues pittoresques, dont beaucoup sont recouvertes de pavés.  Parmi les nombreuses attractions que l'on peut visiter dans ce quartier, il y a de nombreuses anciennes églises (comme celle de San Pedro Telmo), des musées, des magasins d'antiquités et une fête aux antiquités semi-permanente appelée Feria de San Telmo, se tenant sur la place principale, la Plaza Dorrego.
Au sud-ouest du quartier se trouve le musée historique national et le Parque Lezama, où l'on a placé divers monuments et statues.
Le quartier compte de nombreuses Tanguerias, dont le célèbre El Viejo Almacén à l'angle de la rue Balcarce et de l'avenue Independencia.
Le jour du quartier est le 29 août.

## Population
- Population : 25 969 habitants.
- Superficie : 1,3 km2.
- Densité : 19 976 hab/km2.

## Galerie

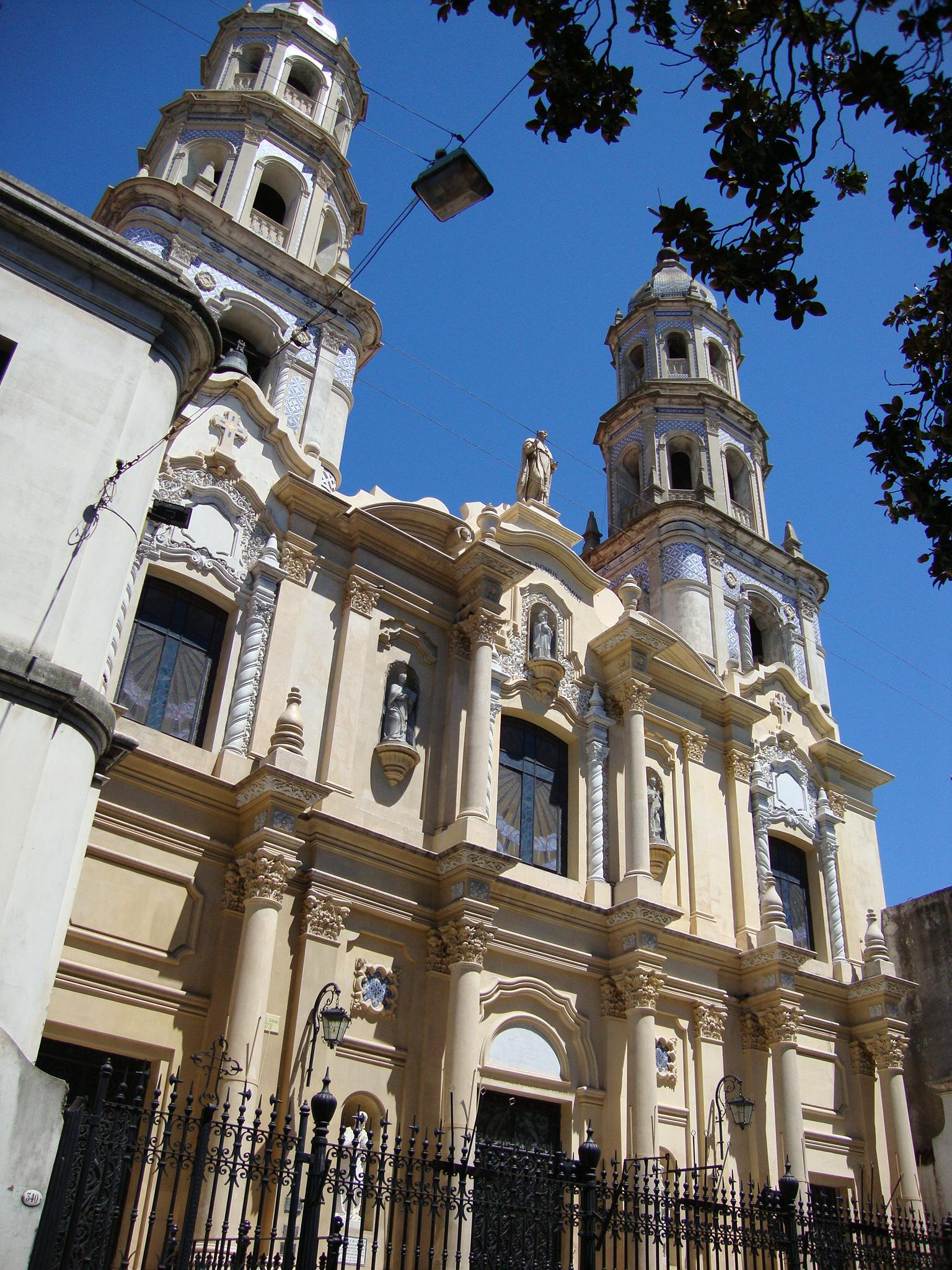
L'église de Belén.
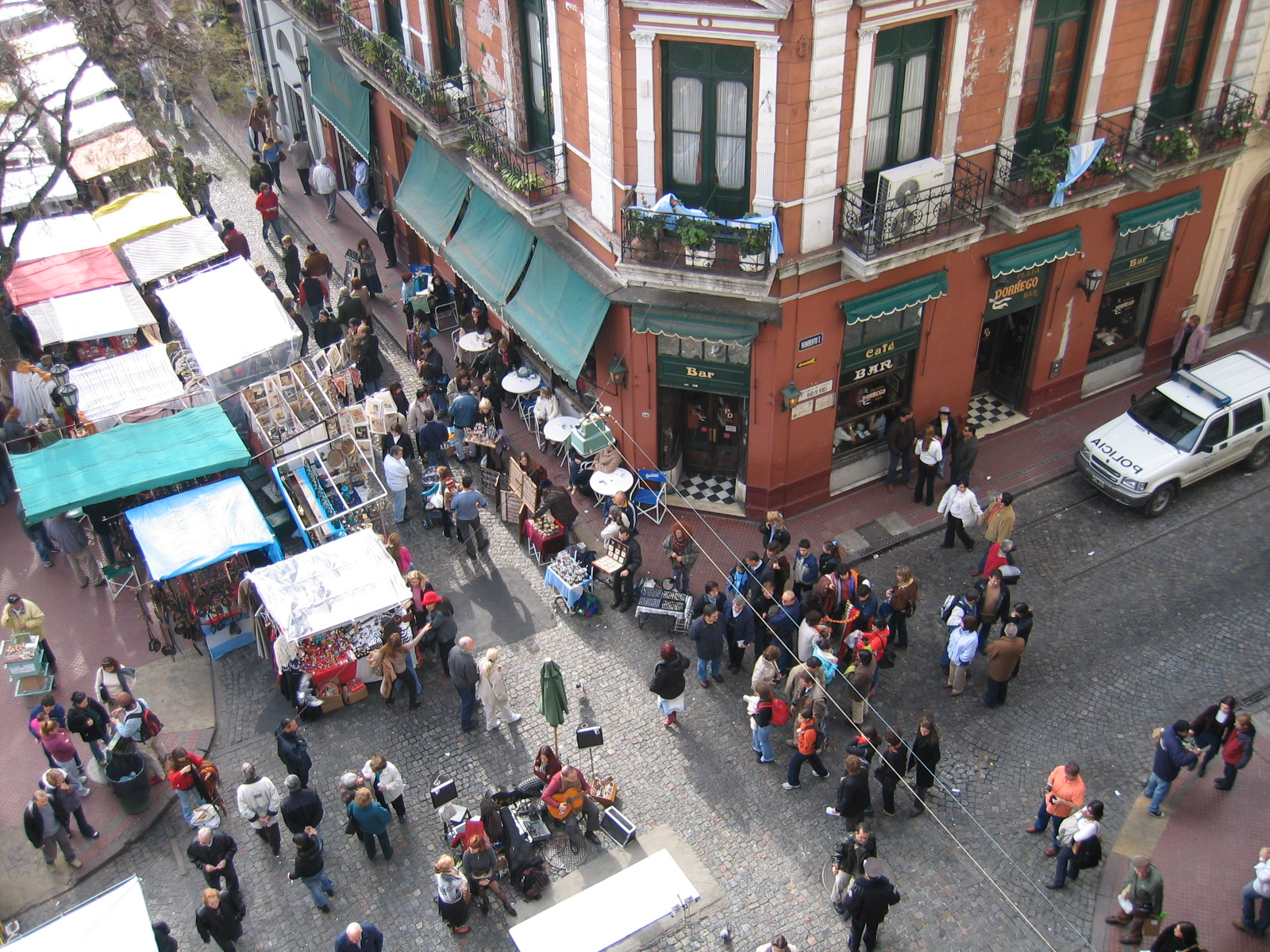
Plaza Dorrego.
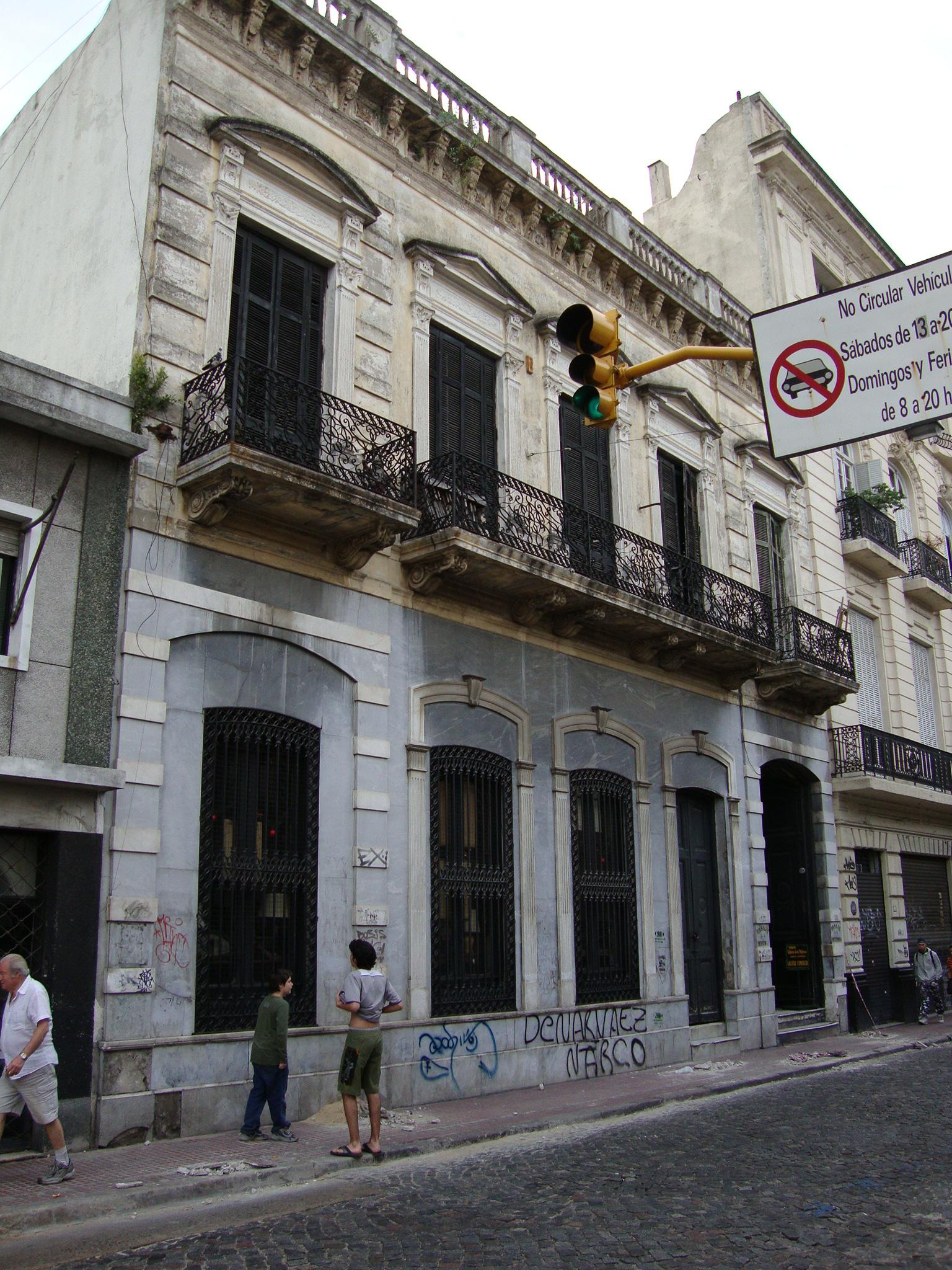
La Casa de los Ezeiza, actuelle galerie d'antiquités.
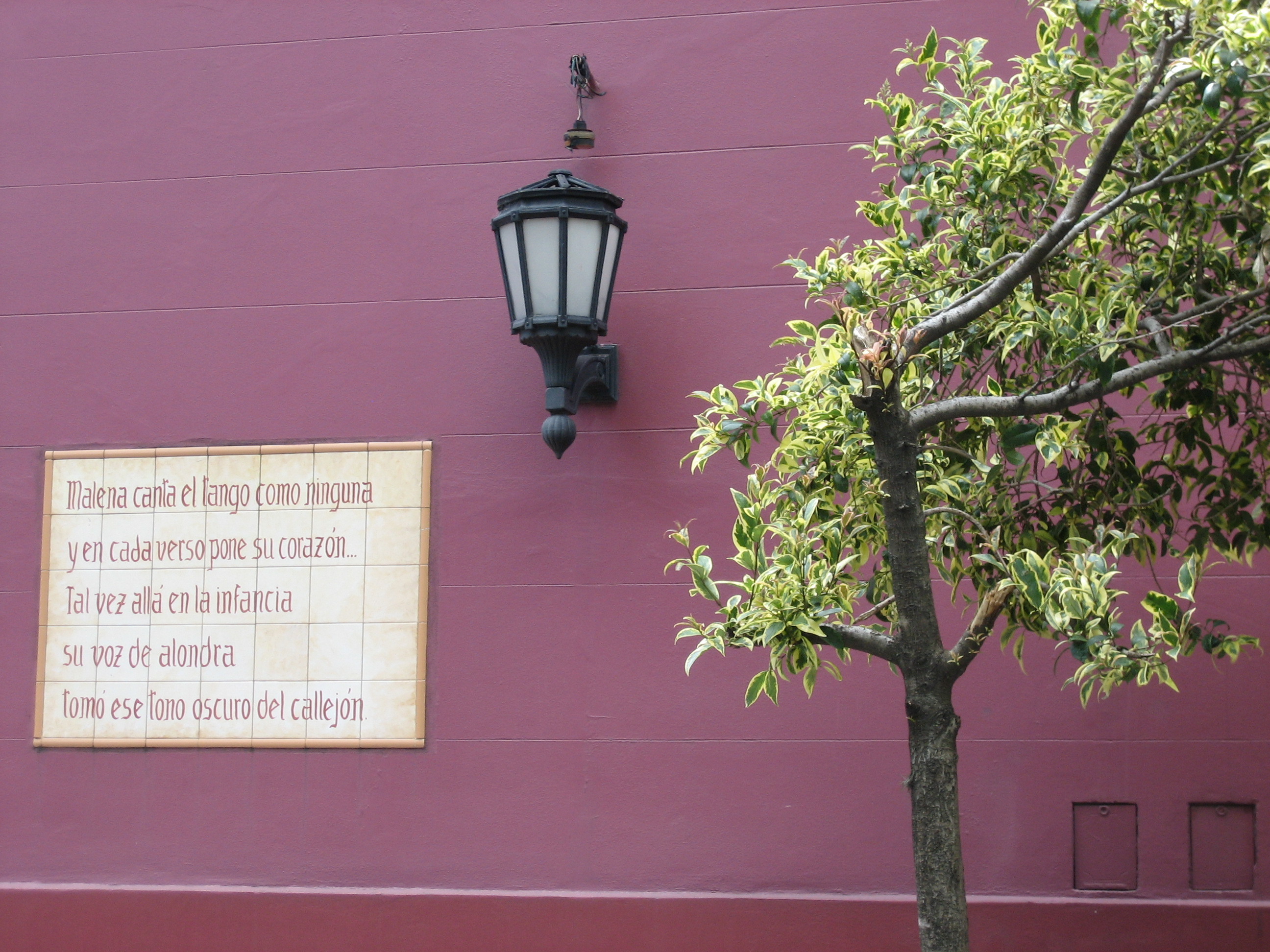
Balcarce 860, San Telmo
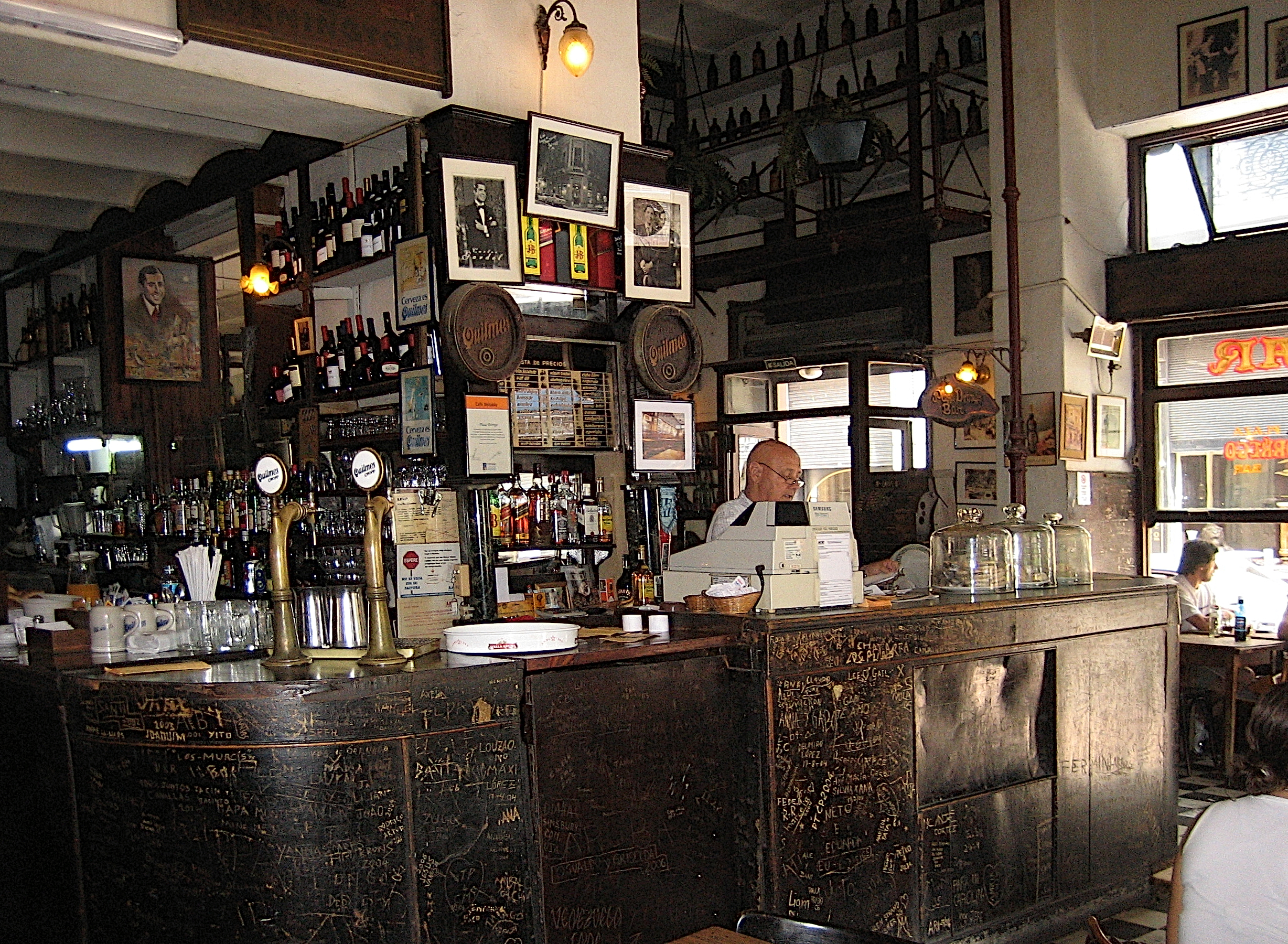
Bar en San Telmo
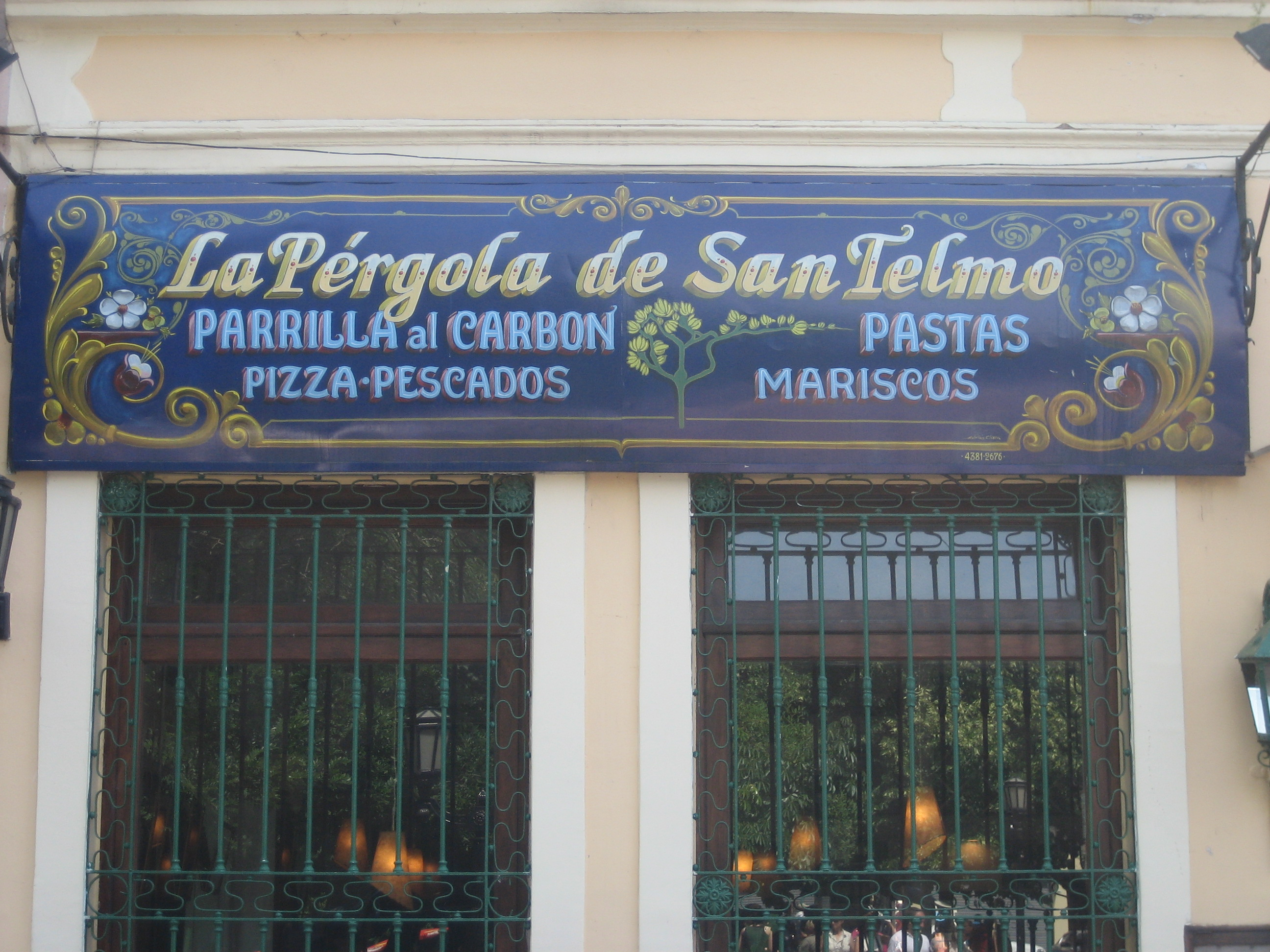
Le restaurant "La Pérgola de San Telmo"

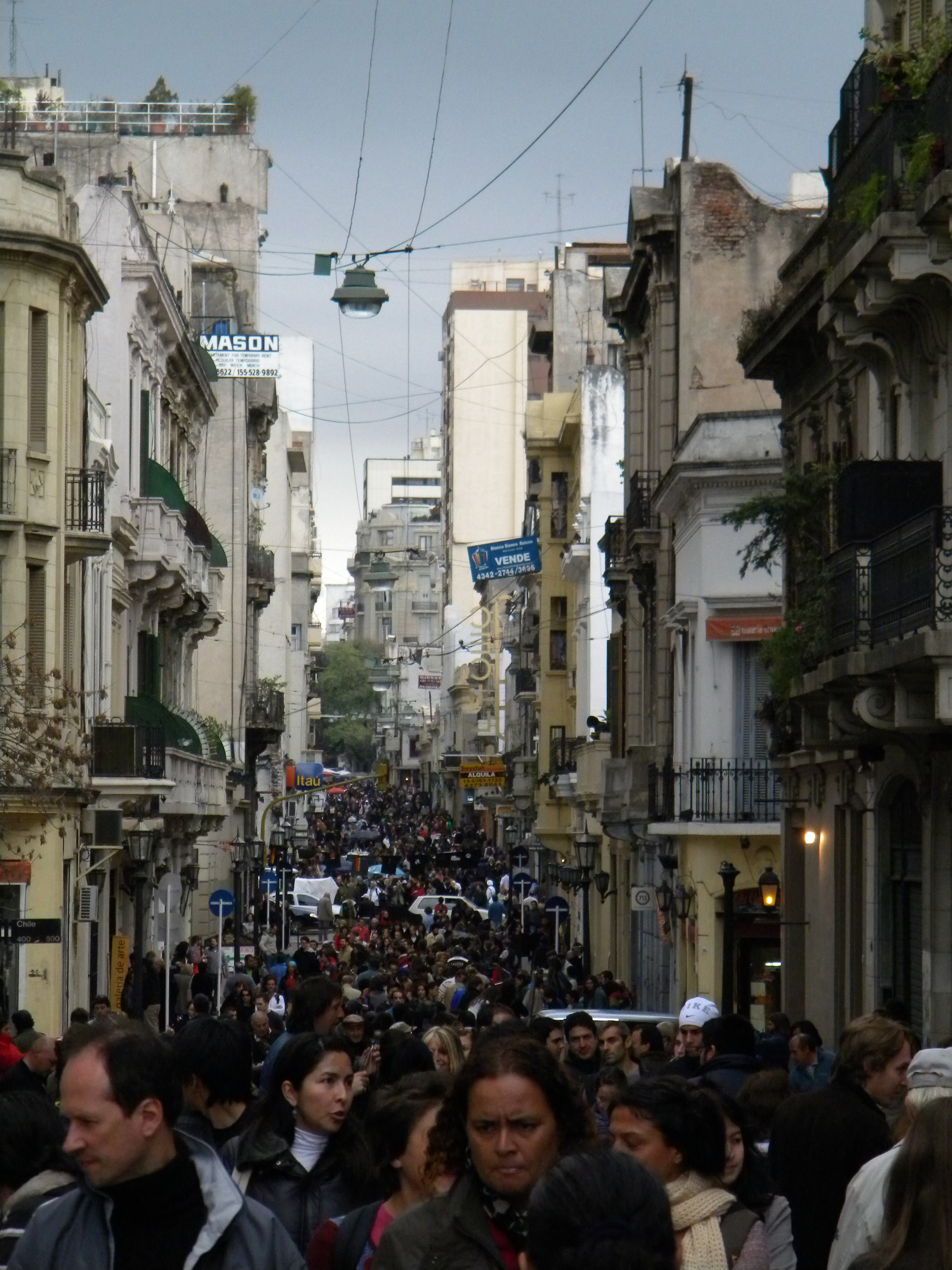
La calle Defensa.
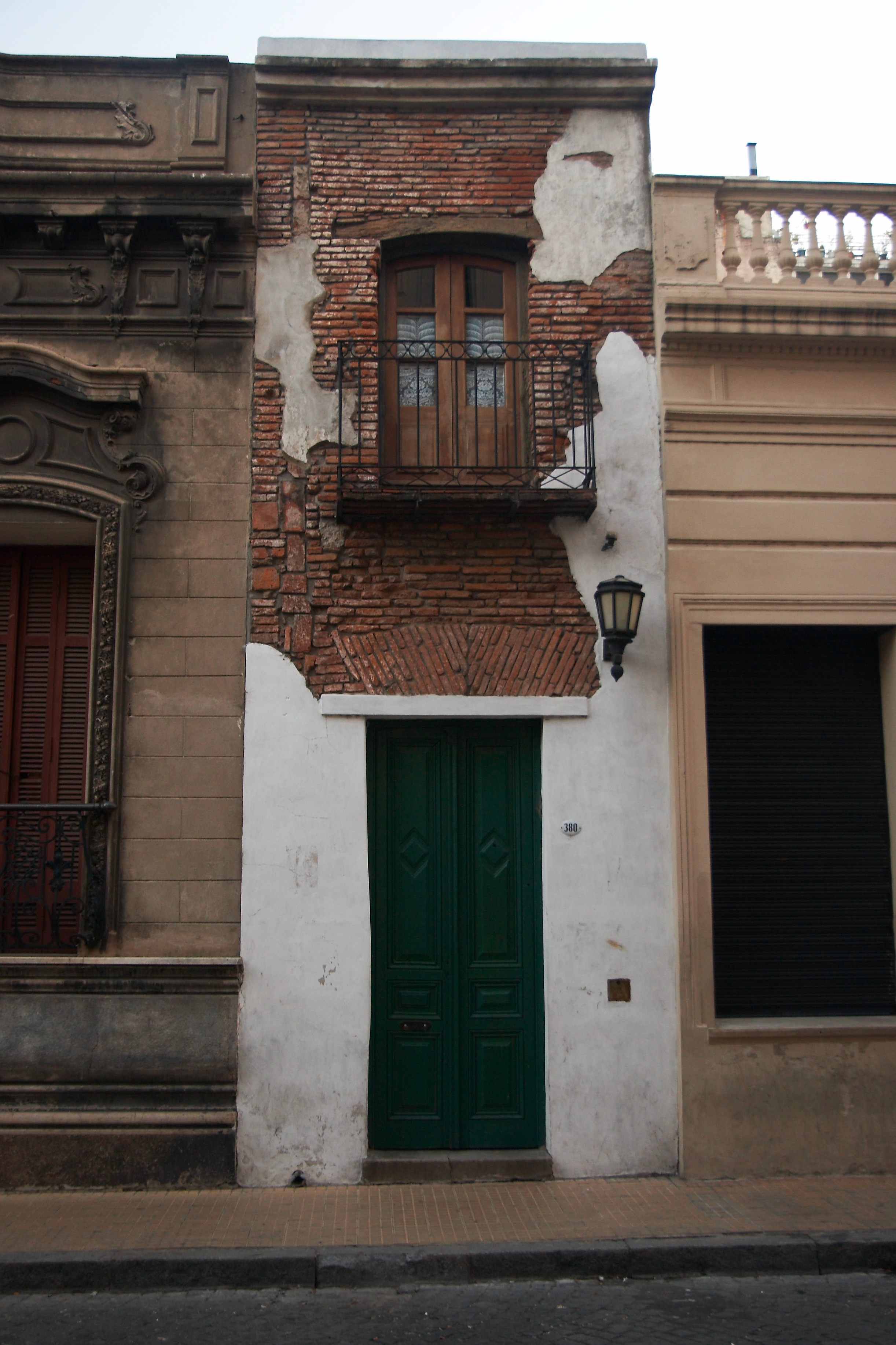
La Casa Mínima, la maison la plus étroite de la ville, construite entre la fin du XVIIIe et le début du XIXe siècle.